# Pastificio Rana
Die Pastificio Rana S.p.A. ist ein international tätiger italienischer Nahrungsmittelhersteller. Das in San Giovanni Lupatoto bei Verona ansässige Familienunternehmen produziert und vertreibt hauptsächlich frische Pasta, Gnocchi, halbfertige und fertige Pasta- und Gnocchigerichte sowie Fertigteig und Saucen.

## Geschichte
Das Unternehmen wurde 1961 durch Giovanni Rana gegründet und ging aus der von seinem Vater betriebenen Bäckerei hervor. In dieser wurde neben Brot und Backwaren auch frische Pasta hergestellt. Giovanni Rana, der bereits als Kind im Familienbetrieb tätig war, interessierte sich insbesondere für frische Pasta, die damals hauptsächlich in Form von Tortellini produziert wurde. Als sich die Gebrüder Rana trennten und jeder seinen eigenen Weg unternahm, spezialisierte sich Giovanni Rana auf die Herstellung von Tortellini und gründete hierfür 1961 seinen eigenen Betrieb mit zehn Angestellten.
Die Tortellini wurden anfänglich nur auf Bestellung hin gefertigt. Jeweils donnerstags wurde die Füllung vorbereitet, die Tortellini freitags und samstags fertiggestellt und verpackt, um sie sonntags auszuliefern. Giovanni Rana arbeitete in den verschiedenen Arbeitsschritten aktiv mit und besorgte die Auslieferung persönlich. 1965 nahm Rana seine Schwester und vier Freunde in den Betrieb auf, um die ständig steigende Nachfrage bewältigen zu können. Diesen teilte Rana ein bestimmtes Liefergebiet in den Räumen Verona, Vicenza, Padova und Rovigo zu. Bis 1968 wurden die Tortellini von Hand gefertigt. Danach wurde die erste Maschine in Betrieb genommen, wodurch sich die Produktionskapazität von 50 bis 60 Kilogramm pro Woche auf 10 Kilogramm pro Stunde erhöhte.
1971 wurde das Produktionswerk an den heutigen Standort verlegt und bis Ende der 1970er Jahre der gesamte Produktionsablauf automatisiert. In den 1990er Jahren leitete Giovanni Rana einen Strukturwandel und eine umfassende Wachstumsstrategie ein. Hierbei wurde das Management erweitert, das Vertriebsnetz auf ganz Italien ausgebaut und Vertriebsverträge mit den großen Einzelhandelsketten ausgehandelt. Darüber hinaus wurden die Exporttätigkeiten verstärkt und im Ausland verschiedene Akquisitionen getätigt. Heute ist Pastificio Rana der größte Produzent von frischer Pasta in Europa.